# Alfred Rochat
Alfred Rochat (* 17. April 1833 in Vevey; † 13. März 1910 in Bex) war ein Schweizer Romanist. Bekannt wurde er durch seine Freundschaft mit Conrad Ferdinand Meyer und durch seine Mitarbeit an der Elberfelder Bibel.

## Leben
Rochat war der Sohn des freikirchlichen Pastors Charles Rochat (1792–1838) und seiner englischstämmigen Frau Ann Eliza geb. Dorville (1797?–1837). Bereits mit fünf Jahren Vollwaise, verbrachte er seine Schulzeit in Tübingen, wo er mit den frühesten Anfängen der deutschen Brüderbewegung in Berührung kam (er wohnte im selben Haus wie Peter Nippel, 1848–1851 Hauslehrer der Familie Graffenried und Begründer der Tübinger Brüdergemeinde). 1853 begann Rochat in Zürich ein Philologiestudium, das er 1855 mit der Promotion abschloss. Von 1856 bis 1872 war er an der Universität Zürich als Privatdozent für französische Sprache und Literatur tätig; sein Forschungsschwerpunkt lag auf der Literatur des Mittelalters und auf romanischen Dialekten wie dem Provenzalischen und dem Altladinischen.
Ende der 1850er Jahre lernte Rochat den angehenden Dichter Conrad Ferdinand Meyer kennen und freundete sich mit ihm an. Gemeinsam begannen sie, die Römische Geschichte Theodor Mommsens ins Französische zu übersetzen, was aber an Schwierigkeiten mit dem Verleger Hachette in Paris scheiterte. Meyer verkehrte bis Anfang der 1860er Jahre häufig in Rochats Haus und besprach mit ihm seine dichterischen Pläne; die Veröffentlichung der Zwanzig Balladen von einem Schweizer (1864) erfolgte u. a. auf Rochats Zureden. Rochat machte Meyer, der sich in dieser Zeit nach einer mehrjährigen skeptischen Phase wieder dem christlichen Glauben zugewandt hatte, mit der Zürcher Brüdergemeinde und anderen freikirchlichen Gruppen bekannt.
1872 gab Rochat seine Stellung als Dozent (auf die er finanziell nicht angewiesen war) auf und zog sich ins Privatleben zurück. Er übersiedelte nach Stuttgart und schloss sich dort wieder der Brüdergemeinde an. Ende der 1870er Jahre lernte er Rudolf Brockhaus kennen, der seinen Militärdienst in Stuttgart absolvierte. Im Verlag von Brockhaus’ Vater Carl war 1871 die Elberfelder Bibel erschienen, und Rochat bot ihm an, sich an der notwendigen Überarbeitung des Alten Testaments zu beteiligen (das Neue Testament übernahm Emil Dönges, Rudolf Brockhaus selbst arbeitete an beiden Testamenten mit). Die „sorgfältig durchgesehene“ zweite Gesamtausgabe der Elberfelder Bibel erschien 1891; weitere Auflagen folgten 1898, 1901 und 1905.
Rochats Freundschaft mit Conrad Ferdinand Meyer kühlte während dieser Zeit ab, da ihre Interessen sich zu weit auseinanderentwickelt hatten. Sie sandten sich zwar noch gegenseitig ihre Publikationen zu – Meyer benutzte das von Rochat herausgegebene Altladinische Gedicht in Oberengadiner Mundart (1874) als Quelle für seinen Roman Jürg Jenatsch (1876), Rochat machte Meyer 1880 mehrere Korrekturvorschläge zu seiner Novelle Der Heilige –, doch hatte Meyer für die eher moralische als ästhetische Literaturbetrachtung Rochats kein Verständnis; in einem Brief an seine Schwester Betsy vom 20. April 1880 zählte er Rochat zu den „ästhet[isch] Ungebildeten“, deren Urteile „geradezu haarsträubend“ seien.
Nach Meyers Tod 1898 bat sein Biograf Adolf Frey auch Rochat um Erinnerungen an den Dichter. Rochat übermittelte ihm am 6. Januar 1899 brieflich einige Informationen, die Frey nahezu wörtlich in seine Biografie übernahm.

## Veröffentlichungen

### Bücher
- Über einen bisher unbekannten Percheval li Galois. Eine literarhistorische Abhandlung. Diss. Zürich 1855
- Drei Schweizerdichter des 13. Jahrhunderts. Heidelberg 1856.
- Bertran de Born. Étude sur un poète du douzième siècle. Vevey 1859.
- Ein altladinisches Gedicht in Oberengadiner Mundart. Zürich 1874.

### Aufsätze
- „Über die Quelle des deutschen Alexanderliedes“. In: Germania 1 (1856), S. 273–290.
- „Wolfram von Eschenbach und Chrestiens de Troyes“. In: Germania 3 (1858), S. 81–120.
- „Der deutsche Parzival, der Conte del Graal und Chrestiens Fortsetzer“. In: Germania 4 (1859), S. 414–420.
- „Die Liederhandschrift 231 der berner Bibliothek“. In: Jahrbuch für romanische und englische Literatur 10 (1869), S. 73–113; Berichtigung S. 240.
- „Étude sur le vers décasyllabe dans la poésie française au moyen âge“. In: Jahrbuch für romanische und englische Literatur 11 (1870), S. 65–93.